# Xian de Kaifeng
Le xian de Kaifeng (开封县 ; pinyin : Kāifēng Xiàn) est un district administratif de la province du Henan en Chine. Il est placé sous la juridiction de la ville-préfecture de Kaifeng.

## Démographie
La population du district était de 707 927 habitants en 1999.